# 國家奈米元件實驗室
國家奈米元件實驗室（英語：National Nano Device Laboratories, NDL），簡稱為奈米實驗室，位於新竹市科學工業園區旁，隸屬於財團法人國家實驗研究院，成立於1988年，為台灣培育半導體與奈米科技高級技術人才的重鎮。
奈米實驗室於2019年1月30日與國家晶片系統設計中心合併為台灣半導體研究中心。

## 簡介

### 目標
隨著半導體製程技術進入奈米時代，NDL面臨更多新的課題及挑戰。為此，NDL將與學術界、產業界做更深入的連結；在具體運作上也正在由單一主攻半導體製程技術往新一代奈米材料/元件及其相關領域的應用研究擴展。這一轉型乃順應全球科技領域的發展趨勢，未來需要有更廣泛的交叉學科的知識融合，有創意的新思想，長時期的努力和廣泛的國際交流合作；NDL期能結合台灣全國奈米領域的學者專家，進一步提升台灣的奈米技術的研發能力與效率。

### 研究領域
- 奈米電子
  - 在Si基板上製作可相容的CMOS高遷移率的FET
  - Si奈米線元件技術
  - 閘極工程和記憶元件
  - 薄膜電晶體
- 奈米光子
  - 奈米尺度的3D金屬光子晶體
  - 2D金屬陣列、磁性超材料、電漿子光學
  - 以量子點和量子線為基礎的光子學
- 奈米製造與功能性材料
  - 單奈米結構或分元元件的特性與運用
  - 低於50奈米的圖案定義技術、奈米和量子電子元件的混合模型平台
  - 積體電子學下一世代奈米功能材料
- 奈米生物系統技術
  - 單分子及分子元件的運用和性能
  - 磁性蛋白質分子和相關元件的研究
  - 運用次微米和奈米尺度圖案定義的cell及tissue工程
- 元件模型與模擬
  - 3D金屬光子晶體和人工磁性響影
  - 半導體奈米結構和元件
  - 生物元件

等領域

## 沿革
- 1988年：奉行政院核准，成立國家次微米元件實驗室
- 1992年8月：class 10級無塵室正式運轉
- 1993年6月：更名為國家毫微米元件實驗室
- 2002年：成立南區辦公室
- 2002年3月：更名為國家奈米元件實驗室
- 2003年6月：改隸國家實驗研究院
- 2004年12月：遷移至奈米電子研究大樓
- 2008年10月：進駐國立成功大學奇美樓
- 2019年1月30日：與國家晶片系統設計中心整併為台灣半導體研究中心，隸屬國家實驗研究院[1][2]

## 組織架構
主任室下設有：

國際諮詢委員會、NDL委員會、RT計畫管理委員會、人事甄審委員會、

使用者委員會、採購委員會、工安衛管理委員會，及
- 行政與業務推廣 (下設有行政組、企劃與業務推廣組)
- RDT團隊 (下設有奈米量測技術組、奈米系統元件技術研發群、高頻技術中心)
- 奈米製造核心設施 (下設有營運組、廠務組)
- 南部分中心 (下設有行政支持、奈米結構製造組)

### 出版刊物
「奈米通訊」及「Newsletter」

## 聯絡方式
| 分部     | 地址                                     | 電話        | 傳真        |
| -------- | ---------------------------------------- | ----------- | ----------- |
| 新竹本部 | 300-78新竹市東區科學園區展業一路二十六號 | (03)5726100 | (03)5722715 |
| 南區分部 | 741-47台南市新市區南科三路27號           | (06)5050650 | (06)5050553 |

## 外部連結
- 國家實驗研究院（页面存档备份，存于）
- 國家奈米元件實驗室（页面存档备份，存于）

1. 1 2  郭及天. . 工商時報 (工商時報). 2019-01-31  [2019-01-31]. （原始内容存档于2021-06-06） （中文（繁體））.
2. 1 2  Atkinson. . 科技新報. 2019-01-30  [2019-01-30]. （原始内容存档于2021-06-07） （中文（繁體））.